# Troubs
 (novembre 2018).
Jean-Marc Troubet, dit Troubs, est un illustrateur et auteur de bande dessinée français, né en 1969 à Bordeaux.

## Biographie
Né à Bordeaux en 1969, Jean-Marc Troubet étudie aux Beaux Arts de Toulouse et d’Angoulême. Grand voyageur installé en Dordogne, il s'inspire souvent de sa vie pour ses albums[source insuffisante].
Troubs est l'invité d'honneur en 2019 de la 30e édition du Festival de la bande dessinée de Bassillac et Auberoche.

## Publications
- Pour autant que je me souvienne, Art Fécule éditions, 1994
- La Vie d’iguane, Z’éditions, 1996
- Et aussi pour oublier le reste, Z’éditions, 1997
- Le Dialogue des carpes, Z’éditions, 1999
- Meuh ! Au prè des vaches, éditions Rackham, 2000
- Manao Sary, éditions Alain Beaulet, 2001
- La Bouille, éditions Rackham, 2002[3]
- Walkatju, éditions Alain Beaulet, 2003
- Penser parallèle, éditions Rackham, 2005
- Troub’s en Chine, éditions Alain Beaulet, 2006
- J’veux pas oublier mon chat, Max Milo Jeunesse, 2007
  - Ré-édition aux éditions L'École des Loisirs, Collection Mille Bulles, 2015
- Le Paradis… en quelque sorte, Futuropolis, 2008
- La Troupe, Max Milo Jeunesse, 2009
- Rupestres ! (ouvrage collectif sous la direction de David Prudhomme, avec Étienne Davodeau, Pascal Rabaté, Emmanuel Guibert et Marc-Antoine Mathieu), Futuropolis, 2011
- Viva la vida, avec Edmond Baudoin, L'Association, 2011
- Capitale : Vientiane, avec Marc Pichelin et Kristof Guez, Les Requins Marteaux, 2012
- Le Goût de la terre, avec Edmond Baudoin, L’Association, 2013
- Va’a, co-réalisé avec Benjamin Flao, éditions Futuropolis, 2014
- Sables noirs, 20 semaines au Turkménistan, Futuropolis, 2015
- Chemins de pierres, Les Requins marteaux, 2017
- La Longue Marche des éléphants, co-réalisé avec Nicolas Dumontheuil, Futuropolis, 2017
- Mon voisin Raymond, Futuropolis, 2018
- Humains, la Roya est un fleuve, avec Edmond Baudoin L'Association, 2018
- Cuisine Centrale, Les Requins Marteaux, 2019
- Les Oiseaux, Futuropolis, 2021
- Monsieur Tortue, L’Association, 2021
- Walden ou la vie dans les bois, de H.D.Thoreau, Futuropolis, 2022
- Inuit, avec Edmond Baudoin, L’Association, 2023
- Le Royaume des Kapokiers, Futuropolis, 2024
- Pigments, ouvrage collectif, Futuropolis, 2024
- Au Loup!, Rackham, 2024